# Lingwu
Koordinaten: 37° 53′ N, 106° 38′ O
Die Stadt Lingwu (chinesisch 灵武市, Pinyin Língwǔ Shì) ist eine kreisfreie Stadt von Yinchuan, der Hauptstadt des Autonomen Gebietes Ningxia der Hui-Nationalität in der Volksrepublik China. Sie hat eine Fläche von 4.639 km² und zählt 294.156 Einwohner (Volkszählung 2020).
Die Shuidonggou-Stätte der Shuidonggou-Kultur aus dem späten Paläolithikum und die Stätte des Lingwu-Keramikbrennofens aus der Zeit der Xixia-Dynastie der Tanguten stehen auf der Liste der Denkmäler der Volksrepublik China.